# Sebastian Cichocki
Sebastian Cichocki (ur. 1975) – socjolog, kurator i krytyk sztuki.

## Życiorys
Do 2008 roku dyrektor CSW Kronika w Bytomiu, aktualnie pracuje w Muzeum Sztuki Nowoczesnej w Warszawie.
Kurator licznych wystaw indywidualnych i zbiorowych, m.in. wystawy Moniki Sosnowskiej 1:1 w Pawilonie Polskim na 52. Biennale w Wenecji oraz Yael Bartany "... and Europe will be stunned" na 54. Biennale w Wenecji. Zajmuje się głównie refleksją neo-konceptualną w sztuce, nawiązuje do land-artu, sztuki środowiskowej z lat 70. Był kuratorem i współkuratorem takich wystaw jak: "Early Years", KW Institute for Contemporary Art, Berlin (2010); "Daniël Knorr. Awake Asleep", Pałac Kultury i Nauki w Warszawie (2008); "Yane Calovski i Hristina Ivanoska. Oskar Hansen’s Museum of Modern Art", CSW Kronika, Bytom (2007); Park Rzeźby na Bródnie, Park Bródnowski w Warszawie (m.in. Susan Philipsz, Olafur Eliasson, Paweł Althamer i Rirkrit Tiravanija, od 2009 roku). 
Autor projektów kuratorskich w formie publikacji w np. wystawy "Warsaw Does Not Exist" (2007), antologii wystaw-tekstów "The Future of Art Criticism as Pure Fiction. A Set of 19 Exhibition and One Collateral Event" (2011), libretta opery instytucjonalnej "Wystawy mówione" (z Michałem Liberą, Grzegrzem Piątkiem i Jarosławem Trybusiem), opowiadania "Psy z Üsküdar" (we współpracy z Joanną Rajkowską) czy "L.A.S.T. L.E.A.K.", "fantomowej powieści", rozrzuconej po różnych publikacjach artystycznych (2009 - do dziś).

## Publikacje
Autor licznych tekstów krytycznych tłumaczonych na wiele języków, redaktor katalogów wystaw i antologii. Publikował m.in. w Cabinet, Artforum, IDEA Arts+Society, Obiegu, FUKT, Czasie Kultury, Mousse, 2+3D, Magazynie Sztuki, Gazecie Wyborczej, Krytyce Politycznej, Tygodniku Powszechnym. 
Redaktor magazynu humanistycznego „Format P” - piśmie zajmującym się głównie relacjami między literaturą a sztuką konceptualną. W 2011 wydał, wspólnie z Galit Eilat książkę "A Cookbook for Political Imagination", towarzyszącą wystawie Yael Bartany w Pawilonie Polskim na Biennale Sztuki w Wenecji. W tym samym roku ukazała się książka dla dzieci "S.Z.T.U.K.A." z ilustracjami Aleksandry i Daniela Mizielińskich (wydawnictwo Dwie Siostry), zawierająca 51 opowiadań o sztuce współczesnej.